# تذكارات الممالك الثلاث (كتاب)
تذكارات الممالك الثلاث (بالهانغل: 삼국유사، وبالهانجا: 三國遺事، وحرفياً: سَامْغُنْغ يُسَّا أو بشكل شائع: سَامْغُكْ يُسَّا) هو مؤلَّف تاريخي كُتب بين سنة 1277 وسنة 1280 على يد الراهب البوذي إريون بعد غزو المغول لمملكة غوريو وإخضاعها ثم عَدَّلَ على المؤلَّف بعض تلاميذه، ويعتبر المؤلَّف أقدم مصدرٍ لأسطورة دانغن وانغوم. يُعتبرُ المؤلَّفُ كنزاً وطنياً في كوريا الجنوبية وتحمل مجلداته وطبعاته المختلفة الرقم 306، والرقم 306-2 وذلك في ترتيب الكنوز الوطنية (국보) كما تحمل الرقم 419-2، والرقم 419-3، والرقم 419-4، والرقم 1866 وذلك في ترتيب الكنوز (보물).

## الإشارات والمراجع

### الإشارات والمراجع الرقمية
1. ↑  Remco E. Breuker. Page 103.
2. ↑  Richard D. McBride. Page 8.
3. ↑  National Treasure 306. [وصلة مكسورة] نسخة محفوظة 20 ديسمبر 2016 على موقع واي باك مشين.
4. ↑  National Treasure 306-2. [وصلة مكسورة] نسخة محفوظة 20 ديسمبر 2016 على موقع واي باك مشين.
5. ↑  Treasure 419-2. [وصلة مكسورة] نسخة محفوظة 20 ديسمبر 2016 على موقع واي باك مشين.
6. ↑  Treasure 419-3. [وصلة مكسورة] نسخة محفوظة 20 ديسمبر 2016 على موقع واي باك مشين.
7. ↑  Treasure 419-4. [وصلة مكسورة] نسخة محفوظة 20 ديسمبر 2016 على موقع واي باك مشين.
8. ↑  Treasure 1866. [وصلة مكسورة] نسخة محفوظة 20 ديسمبر 2016 على موقع واي باك مشين.